# Brackwasseraquarium

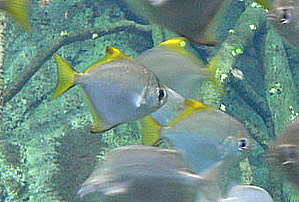
Silberflossenblatt, typische Pfleglinge für ein Brackwasseraquarium

Ein Brackwasseraquarium, auch Brackwasserbecken genannt, ist eine spezielle Form des Aquariums. Hier werden Lebensbedingungen erstellt, wie sie beispielsweise in den Mündungsgebieten von Flüssen oder Mangrovensümpfen vorherrschen. Süßwasser und Meereswasser mischen sich hier zu Brackwasser. Entsprechend liegt die Dichte im Brackwasseraquarium mit 1,002 bis 1,020 über der eines Süßwasseraquariums, jedoch unter der eines Meereswasseraquariums.
Der Salzgehalt im Brackwasseraquarium muss nicht notwendigerweise konstant gehalten werden. Auch an natürlichen Standorten wechseln die Bedingungen durch den Einfluss der Gezeiten. Wesentlicher ist, dass die Veränderung nicht zu schnell erfolgt. 
Zu den Brackwasserfischen, deren Pflege sich in einem Brackwasseraquarium anbietet, gehören:
- Vierauge (Anableps ssp.) aus der Familie der Anablepidae
- Westamerikanischer Kreuzwels (Arius seemani)
- Silberflossenblatt (Monodactylus argenteus)
- Breitflossenkärpfling (Poecilia latipinna)
- Segelkärpfling (Poecilia velifera)
- Gemeiner Argusfisch (Scatophagus argus)
- Australische Süßwasserseezunge (Brachirus salinarum)
- Grüner Kugelfisch (Tetraodon nigroviridis)
- Schützenfisch (Toxotes jaculatrix)
- Goldstaubmuräne (Gymnothorax tile)
- Schlammspringer (Periophthalmus sp.)

Zu den Wirbellosen, deren Pflege sich in einem Brackwasseraquarium anbietet, gehören:
- Schwimmgarnele (Palaemon varians)
- Europäische Süsswassergarnele (Palaemonetes antennarius)
- Rote Hawaii Garnele (Halocaridina rubra)
- Afrikanischer Einsiedlerkrebs (Clibanarius africanus)
- Zebrarennschnecke (Neritina natalensis)
- Rote Mangrovenkrabbe (Manarma moeschii)  (nur Paludarien)
- Perisesarma eumolpe (Perisesarma eumolpe)  (nur Paludarien)
- Rote Nashorngarnele (Caridina gracilirostris)